# Trigonidium macranthum
Trigonidium macranthum är en orkidéart som beskrevs av João Barbosa Rodrigues. Trigonidium macranthum ingår i släktet Trigonidium och familjen orkidéer. Inga underarter finns listade i Catalogue of Life.